# Willemijn Verloop
Joanne Willemine (Willemijn) Verloop (Utrecht, 14 februari 1970) is een Nederlandse ondernemer die in 1994 aan de wieg stond van War Child Nederland, een stichting voor hulp aan kinderen in oorlogsgebieden. Sinds 2012 is ze actief op het gebied van sociaal ondernemen en impact investeren.

## Opleiding en werkzaamheden
Verloop, telg uit het geslacht Verloop, groeide op in Bilthoven in een gezin samen met haar zus Fleurine en haar broer. Zij studeerde geschiedenis en internationale betrekkingen aan de Universiteit Leiden en de Universiteit van Amsterdam. Daarna doorliep Verloop korte projecten op de Political Affairs Department (Centre Against Apartheid) bij de Verenigde Naties in New York en op de Political Affairs Department van de Raad van Europa in Straatsburg. Vervolgens was zij drie jaar werkzaam als programmamanager bij de European Action Council for Peace in the Balkans, een non-gouvernementele organisatie die zich inzette voor vrede op de Balkan.

## War Child en ondernemerschap
Verloop bezocht in 1994 het oorlogsgebied Bosnië en Herzegovina en kwam daar in contact met een Engelse hoogleraar muziektherapie die creatieve workshops gaf aan door oorlog getraumatiseerde kinderen in Sarajevo. Als gevolg van zijn activiteiten, startte zij in 1994 de Nederlandse War Child-organisatie waar zij algemeen directeur van werd. In dienst van War Child was ze regelmatig te zien in televisieprogramma's waar zij aandacht vroeg voor mensenrechten en maatschappelijke ontwikkeling. In augustus 2007 droeg ze de dagelijkse leiding van War Child over aan een nieuwe algemeen directeur. In de periode hierna initieerde zij diverse War Child-mediaprojecten, waaronder de film Wit Licht. In 2010 werd zij onbetaald vicevoorzitter van de Raad van Toezicht van War Child. In 2012 startte ze het Nederlandse platform Social Enterprise NL voor sociale ondernemingen en richtte ze het investeringsfonds Rubio Impact Ventures op.

## Nevenfuncties
Verloop was tussen 2007 en 2020 toezichthouder/commissaris bij het ECCP (European Centre for Conflict Prevention), Stichting Kindsoldaat en Movies that Matter; de Amsterdamse Hogeschool voor de Kunsten, Stichting Natuur & Milieu, de Achmea Foundation, de Stadsschouwburg Amsterdam, War Child, Mundial Productions; Ecorys, Tony's Chocolonely, V-Ventures, en is ze voorzitter van de Nederlandse National Advisory Board on Impact Investing. Verder zit ze in diverse adviesraden. 

## Onderscheidingen
- In 2003 werd Verloop onderscheiden met de Hélène de Montigny-prijs, omdat zij "een aansprekende bijdrage heeft geleverd aan het bestrijden van de gevolgen van oorlogsgeweld waarbij kinderen in door oorlog getroffen gebieden de meest onschuldige en kwetsbare slachtoffers zijn".[10]
- Op 12 januari 2007 ontving Verloop van de Amsterdamse burgemeester Cohen de onderscheiding tot Officier in de Orde van Oranje-Nassau vanwege haar "grenzeloze inzet voor vrede en voor haar werk om kinderen die getroffen zijn door oorlog weer toekomstperspectief te bieden".[11]
- Op 24 mei 2008 nam Verloop namens War Child Nederland de door de Roosevelt Stichting ingestelde jaarlijkse onderscheiding voor vrijwaring van vrees, de Four Freedoms Award in ontvangst.[12]